# Thanaka

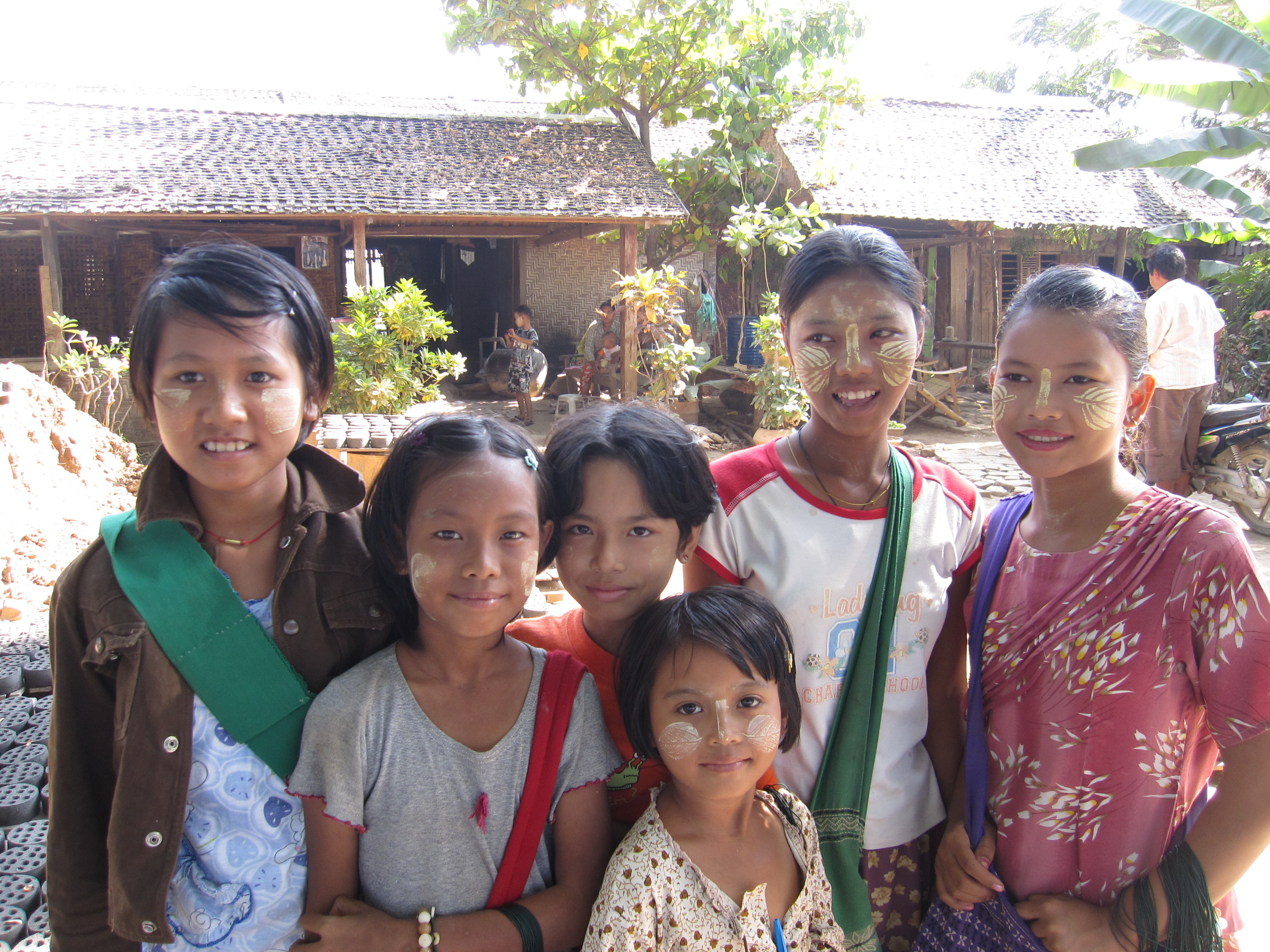
Dziewczyny w mieście Inwa z thanaką na twarzy

Thanaka (birm. သနပ်ခါး [θənəkʰá]) – jasnożółty kosmetyk, który większość Birmańczyków powszechnie stosuje na twarz i ciało. Stosują go zarówno mężczyźni, jak i kobiety w każdym wieku, także dzieci.

## Historia
Thanaka jest używana przez Birmańczyków od połowy XI wieku. W pagodzie w Pagan znajduje się malowidło ścienne z okresu Pagan przedstawiające kobietę noszącą thanakę. Najwcześniejsze literackie odniesienie do thanaki znajduje się w XIV-wiecznym wierszu napisanym przez małżonkę króla Razadarita, mówiącą w języku mon. W czasie kampanii wojskowej króla Bayinnaunga, Alungpayi i Bodawpayi w Tajlandii, thanaka po raz pierwszy została zaprezentowana Tajom. Wzmianki o thanace istnieją również w XV-wiecznych dziełach literackich birmańskiego mnicha-poety Shin Raṭṭhasāra (1486–1529).

## Źródło i przygotowanie

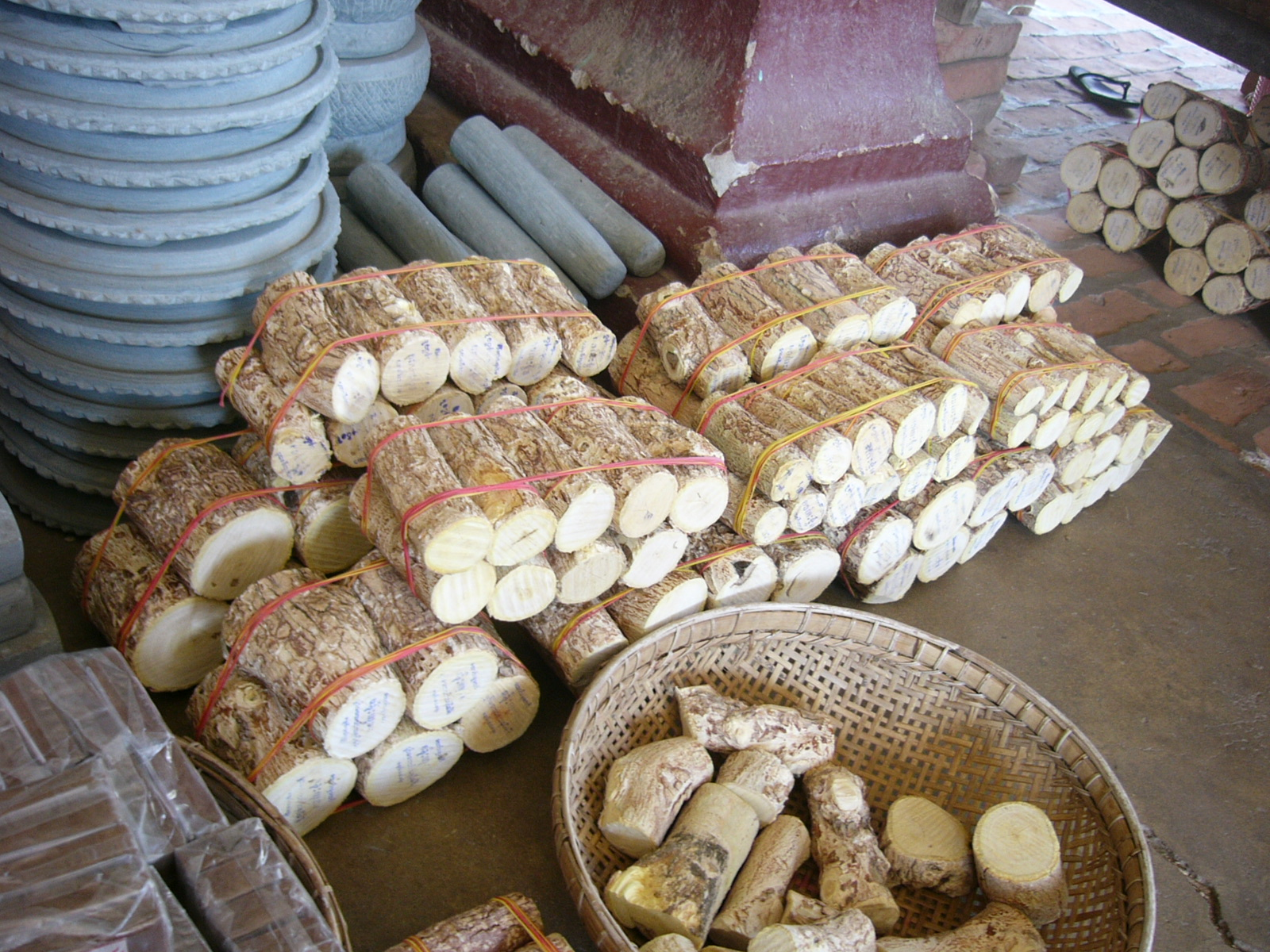
Drzewo thanaki na sprzedaż

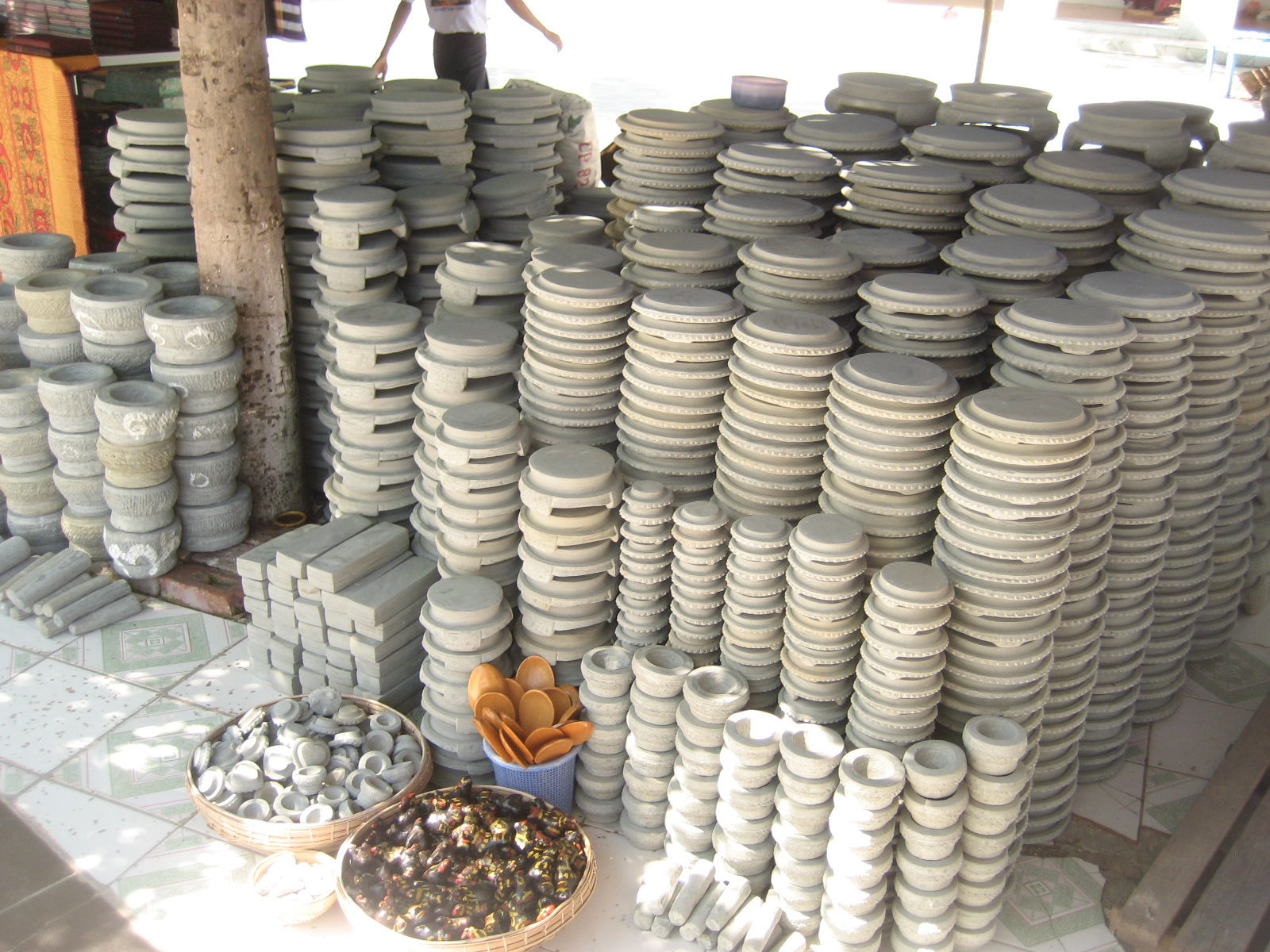
Płyty kamienne Kyauk pyin do mielenia thanaki na bazarze w Sikongu

Drewno kilku drzew może być używane do produkcji kremu thanaka; te drzewa rosną obficie w centralnej Mjanmie. Należą do nich głównie Murraya (thanaka) oraz Limonia acidissima (theethee). Dwa najpopularniejsze to thanaka Shwebo z prowincji Sikong i thanaka Shinmadaung z prowincji Magwe. Nowszym konkurentem sprzedawanym w formie pasty jest thanaka Maukme z południowego stanu Szan. Drzewa thanaka są roślinami wieloletnimi, a drzewo musi mieć co najmniej 35 lat, zanim zostanie uznane za wystarczająco dojrzałe, aby dawać dobrej jakości sadzonki. Thanaka w swoim naturalnym stanie sprzedawana jest jako małe kłody indywidualnie lub w pęczkach, ale obecnie dostępna jest również w formie pasty lub proszku. Krem thanaka wytwarzany jest przez mielenie kory, drewna lub korzeni drzewa thanaka z niewielką ilością wody na okrągłej płycie łupkowej zwanej kyauk pyin, która ma rowek wokół krawędzi, aby woda mogła odpływać.

## Aplikacja, styl i właściwości
Krem thanaka jest używany przez Birmańczyków, mężczyzn, kobiety i dzieci (szczególnie kobiety jako makijaż) od ponad 2000 lat. Ma aromatyczny zapach, nieco przypominający drzewo sandałowe. Kremowa pasta jest nakładana na twarz w atrakcyjnych wzorach, najczęstszą formą jest okrągła plama na każdym policzku, nosie, czasami robiona w paski palcami, znana jako thanaka bè gya, lub wzorowana w kształcie liścia, często podkreślając również grzbiet nosa. Może być stosowana od stóp do głów (thanaka chi zoun gaung zoun). Oprócz kosmetycznego piękna, thanaka daje również uczucie ochłodzenia i zapewnia ochronę przed poparzeniami słonecznymi. Uważa się, że pomaga w usuwaniu trądziku i promuje gładką skórę. Jest również środkiem przeciwgrzybiczym. Panuje osąd, że marmesin jest głównym środkiem blokującym promieniowanie UV. W 2010 roku przeprowadzono badanie na Uniwersytecie Chulalongkorna w Bangkoku i Uniwersytecie Londyńskim. Kora thanaka ma właściwości antyoksydacyjne, przeciwzapalne i pochłania promieniowanie UV. Badania dodatkowo ujawniły, że thanaka hamuje tyrozynazę, enzym, który wyzwala syntezę melaniny i wpływa na przebarwienia skóry.

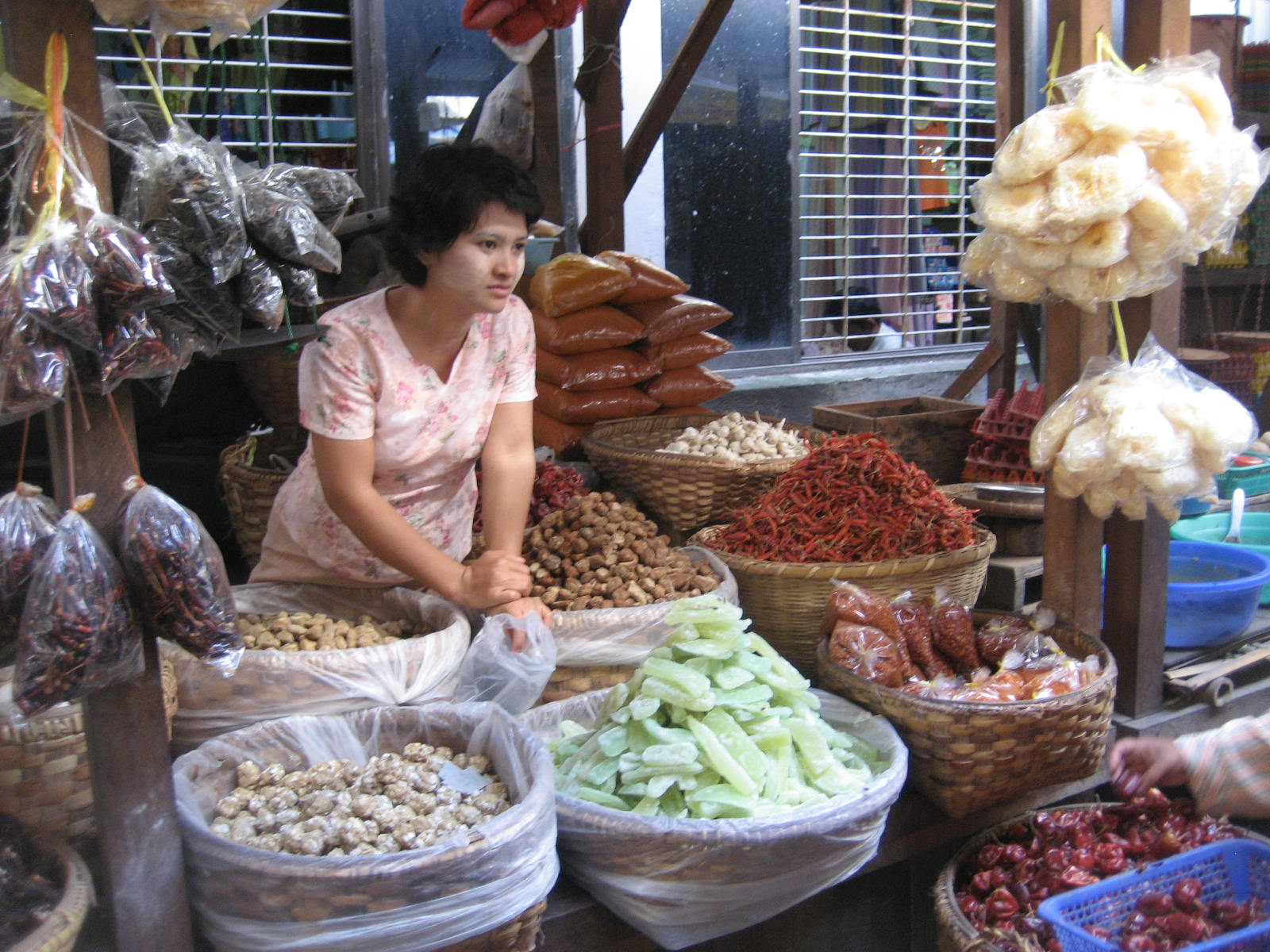
Sprzedawca na straganie z thanaką na twarzy w Mandalaj
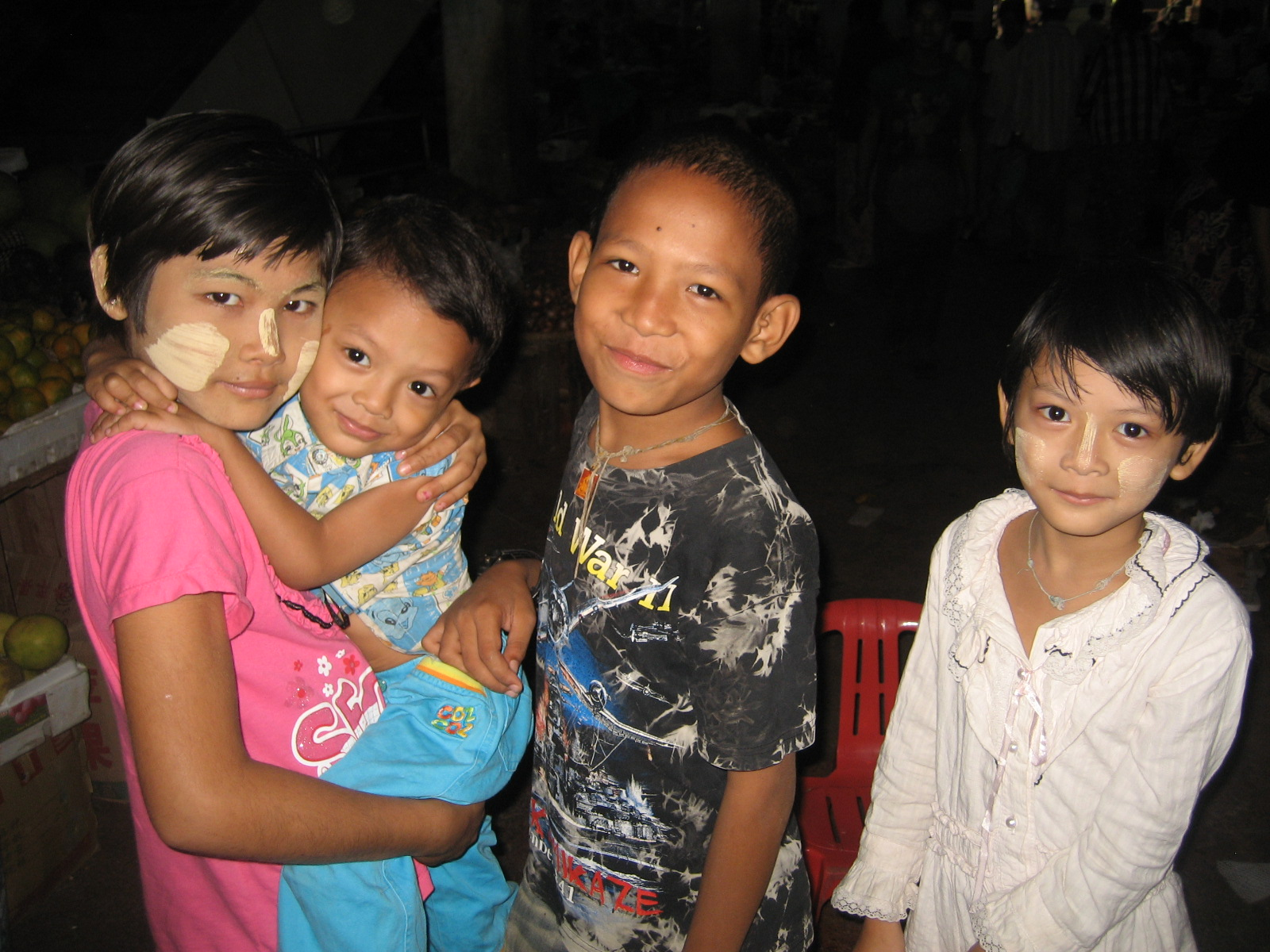
Dzieci z thanaką w Mandalaj
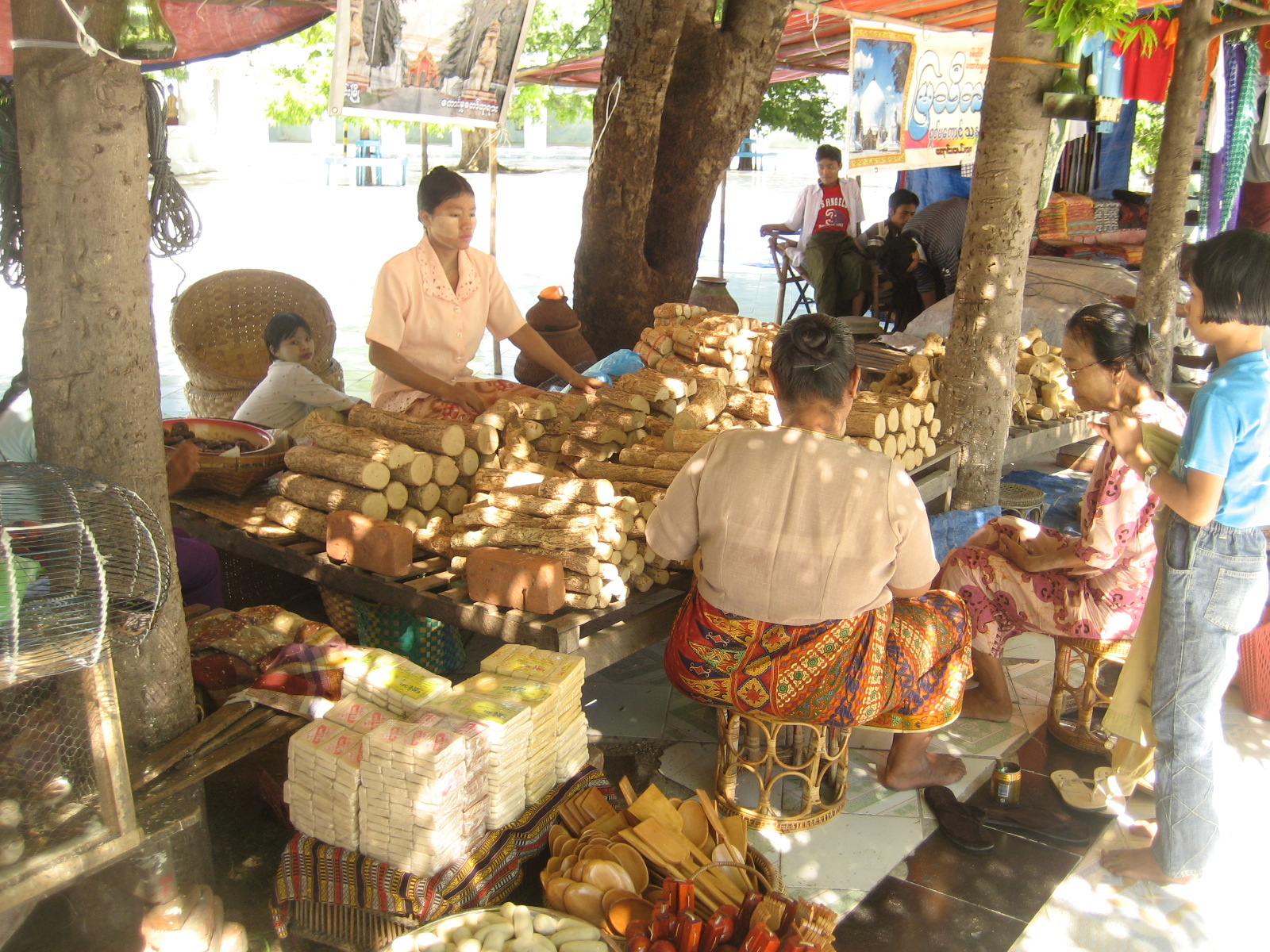
Sprzedawca thanaki w pagodzie Kaunghmudaw w Sikongu
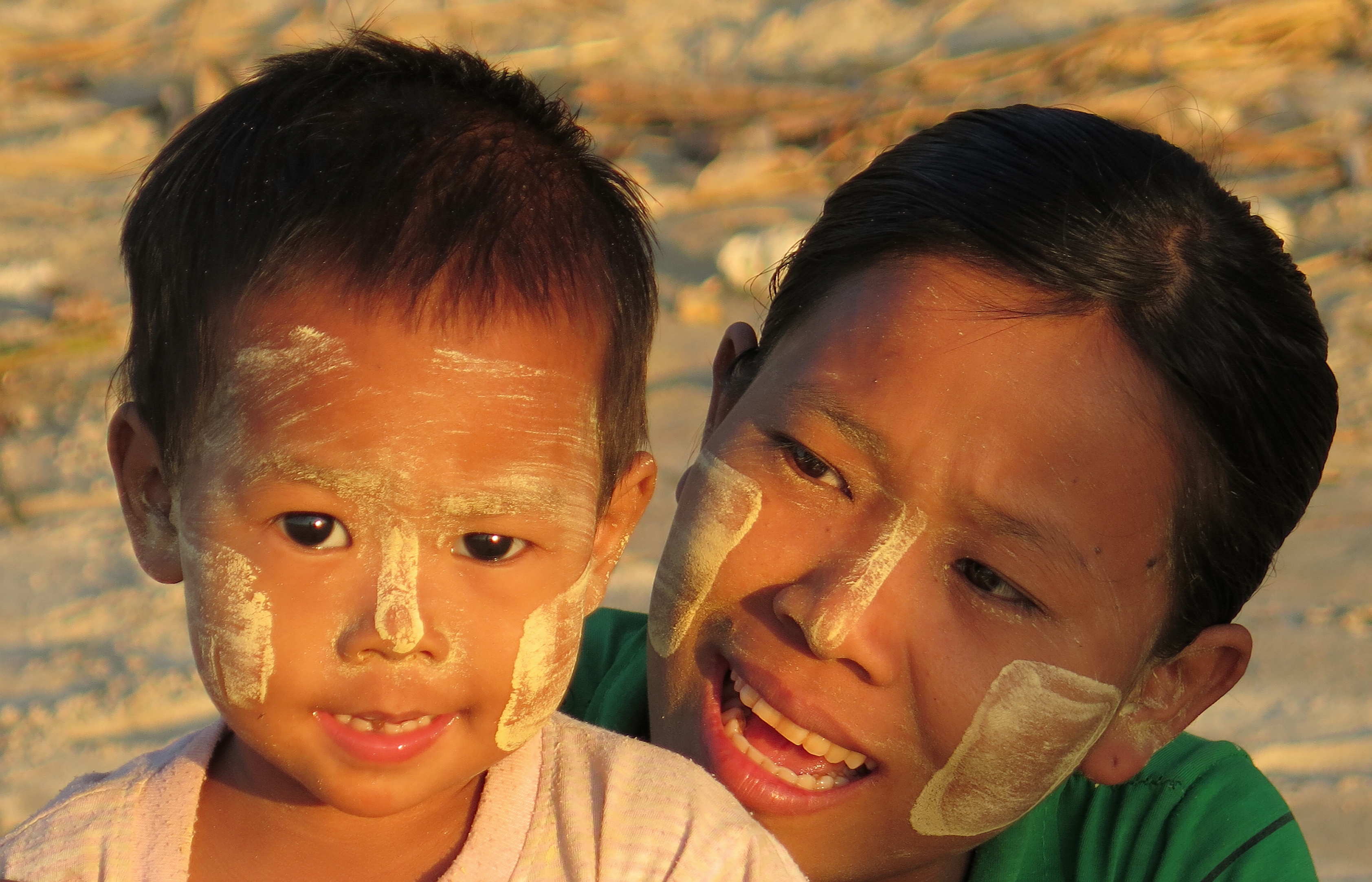
Matka z dzieckiem z thanaką na policzkach i nosie